# Alexander Rueb

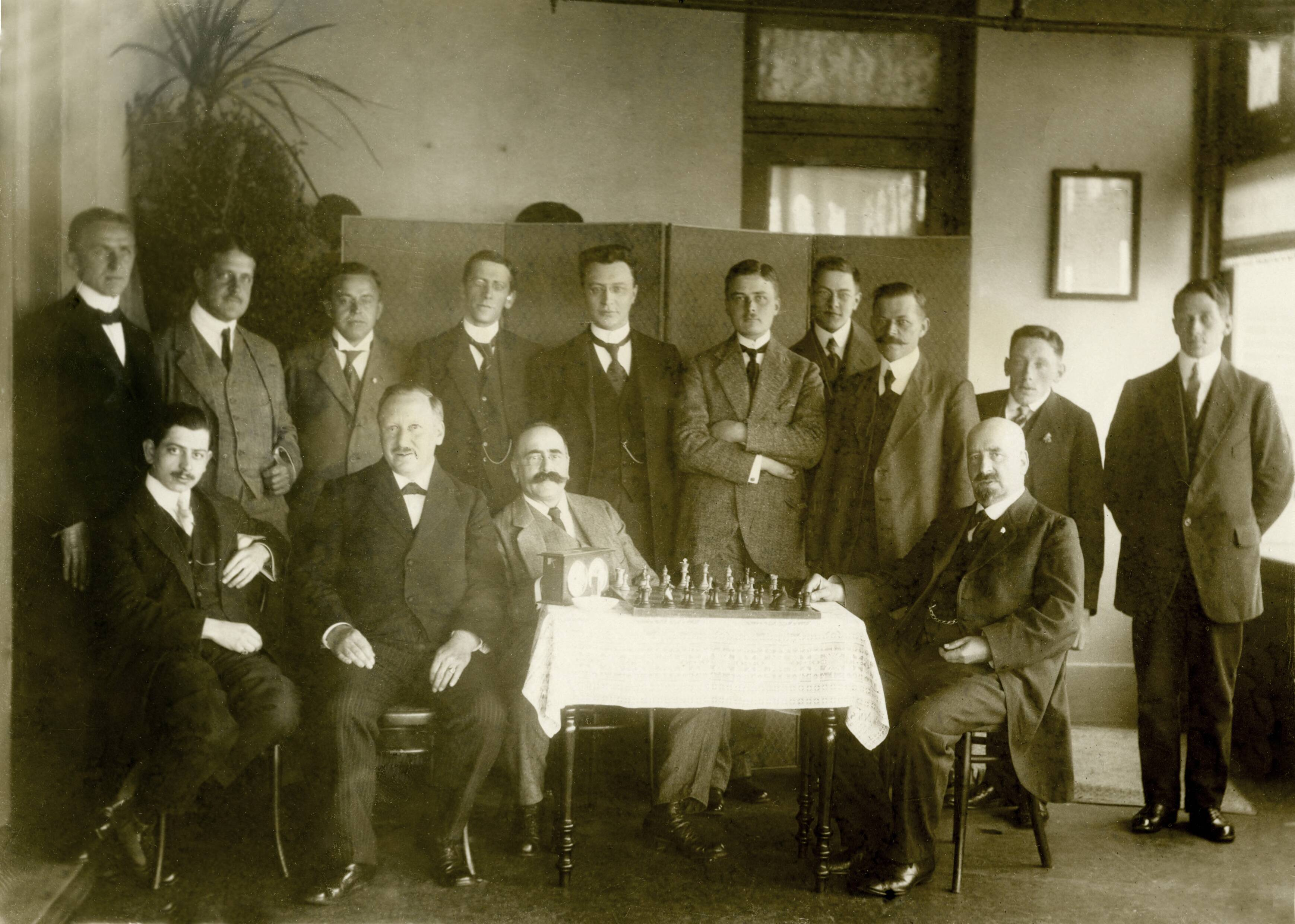
Rueb (staand tweede van links), 1915

Alexander Rueb (Den Haag, 27 december 1882 - aldaar, 2 februari 1959) was een Nederlands schaker. Van beroep was hij advocaat.
Rueb was lid van schaakvereniging Discendo Discimus, waar hij eerst bestuurslid en later voorzitter was. Van 1923 tot en met 1928 was Rueb voorzitter van de Koninklijke Nederlandse Schaakbond. Hij was van 1924 tot en met 1949 de eerste voorzitter van de mondiale schaakbond, de FIDE. Rueb is de schrijver van het boek De Schaakstudie.